# Manfred Bock
Manfred Bock (* 28. Mai 1941 in Hamburg; † 31. Oktober 2010 in Uetersen) war ein deutscher Leichtathlet, Zehnkämpfer und Olympiateilnehmer bei den Olympischen Spielen 1960.

## Leben
Bock wurde 1941 in Hamburg geboren und galt schon als Jugendlicher als ein guter Mehrkämpfer. Besonderes Talent zeigte er beim Hochsprung, bei dem er als 18-Jähriger die 1,90 Meter übersprang, und später im Stabhochsprung. Den Stabhochsprung erlernte er im heimischen Garten, wo er mit einem Bambusstab über die gespannte Wäscheleine seiner Mutter sprang. Mit 19 Jahren bestritt er seine ersten Zehnkämpfe in Deutschland.
Bei den Olympischen Spielen 1960 in Rom belegte er Platz zehn (6894 Punkte = 7006 Punkte nach der Tabelle von 1985: 11,4 s – 6,79 m – 12,03 m – 1,85 m – 50,5 s – 16,1 s – 37,69 s – 3,90 m – 63,63 m – 4:27,6 min.) 1962 gewann er bei den Europameisterschaften 1962 die Bronzemedaille im Zehnkampf (7835 Punkte = 7565 Punkte nach der Tabelle von 1985: 10,8 s – 6,96 m – 13,25 m – 1,86 m – 48,6 s – 14,7 s – 39,47 m – 3,90 m – 62,85 m – 4:22,9 min.) Im selben Jahr wurde er Deutscher Meister im Zehnkampf.
Im Frühjahr 1963 reiste er zum Muskeltraining nach Kalifornien, um seine Medaillenchancen bei den Olympischen Spielen 1964 in Tokio zu erhöhen. Statt sich zu verbessern, verschlechterte er sich in den USA. Als bester deutscher Zehnkämpfer kam er als schwächster – nach den erzielten Ergebnissen – aller für Tokio in Frage kommenden deutschen Zehnkämpfer zurück. Der Grund war, dass er in Kalifornien mit der Unterstützung gerechnet hatte, die ihm offenbar nicht zugedacht war. Bock bekam das erhoffte Universitätsstipendium nicht.
Er verbesserte beim Länderkampf der Zehnkämpfer am 6. und 7. Juni 1964 zwischen Deutschland und der Schweiz den deutschen Zehnkampfrekord auf 8326 Punkte. Dabei übertraf er den alten deutschen Rekord von Willi Holdorf um mehr als 241 Punkte. Nach diesem Erfolg belegte er in der „ewigen“ Weltrangliste den sechsten Platz hinter Yang Chuan-Kwang (Nationalchina) mit 9121 Punkten, Mulkey (USA) mit 8709, Rafer Johnson (USA) mit 8683, Jury Kuzenko (UdSSR) mit 8360 und Wassili Kusnetzow (UdSSR) mit 8357 Punkten.

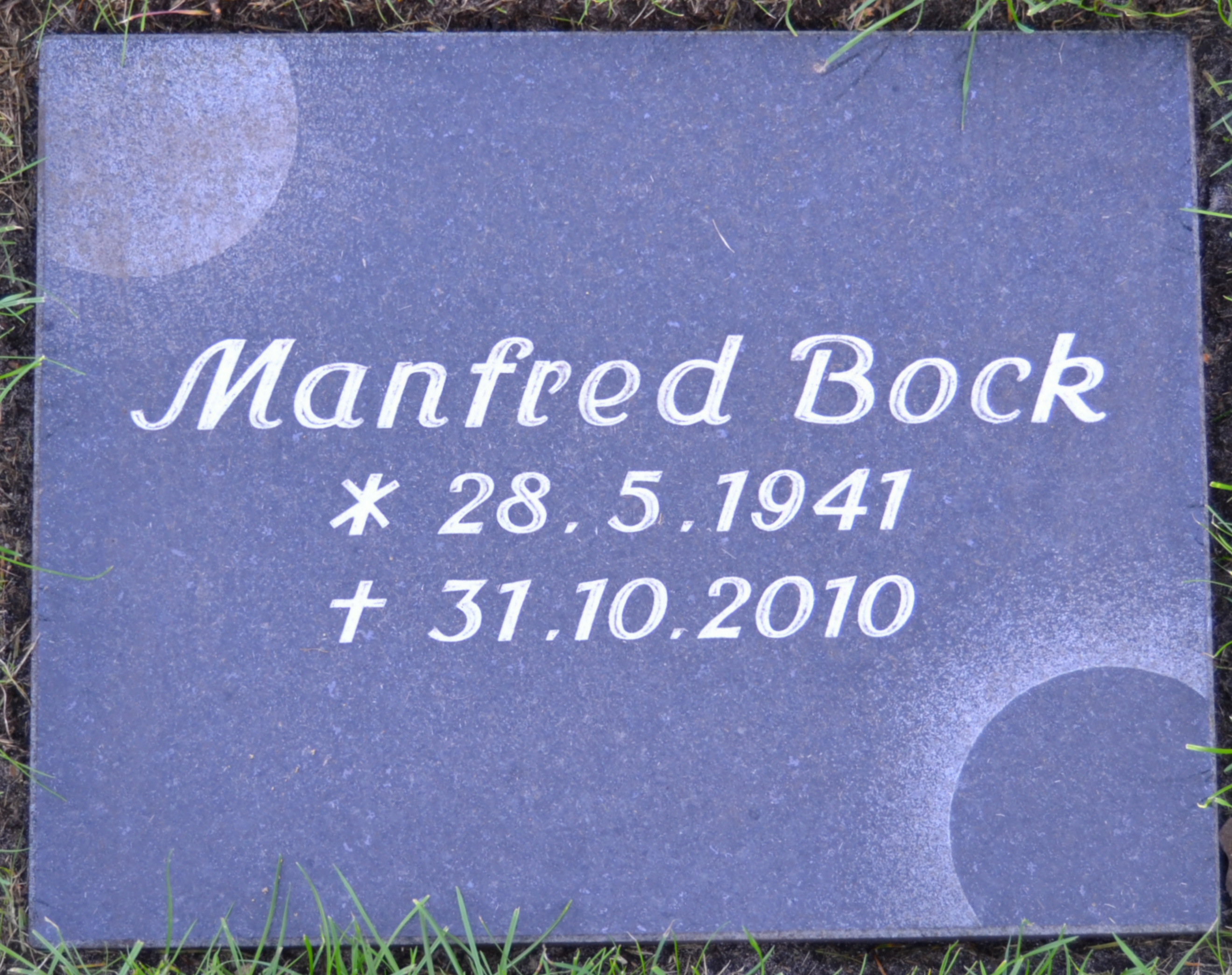
Grabstein für Manfred Bock, Uetersen

Nach seinen sportlichen Erfolgen machte er seiner Ausbildung an der Sporthochschule Köln als Diplom-Sportlehrer. Nach einer Anstellung in Wattenscheid ging Manfred Bock 1973 als Sportlehrer an das Uetersener Ludwig-Meyn-Gymnasium, wo er bis 2004 tätig war.
Manfred Bock war ein begeisterter Basketballspieler beim SC Rist Wedel und hatte maßgeblichen Anteil am Entstehen der Basketballabteilung des TSV Uetersen, zudem war er Trainer bei seinem Heimatverein TSV Uetersen und dem Uetersener Tennisverein. Er starb im Alter von 69 Jahren an einem Herzinfarkt.
Manfred Bock gehörte außerdem dem Hamburger SV an.
Manfred Bock wurde auf dem Neuen Friedhof Uetersen beigesetzt.